# فهرست شهرهای آرکانزاس

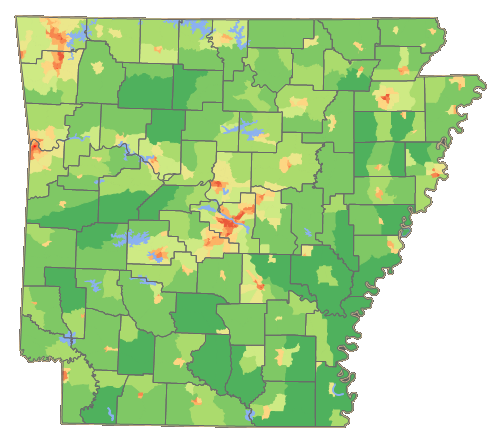
kنقشه تراکم جمعیت آرکانزاس

ایالت آرکانزاس در آمریکا دارای ۵۰۳ شهر می‌باشد. این صفحه فهرستی از شهرهای آرکانزاس در پایهٔ الفبای فارسی است.

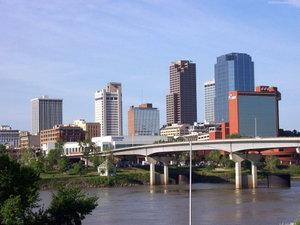
لیتل راک پایتخت و پر جمعیت‌ترین شهر ایالت آرکانزاس است

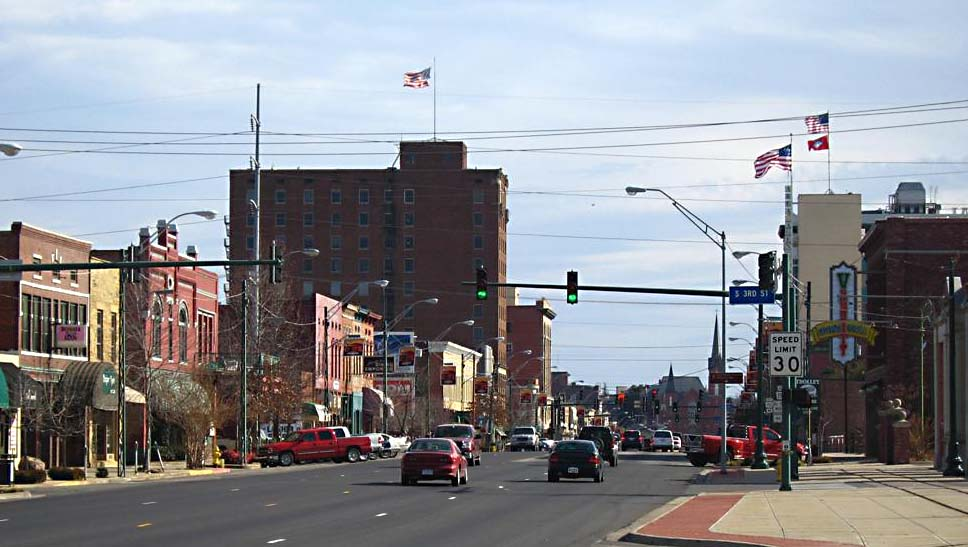
فورت اسمیث

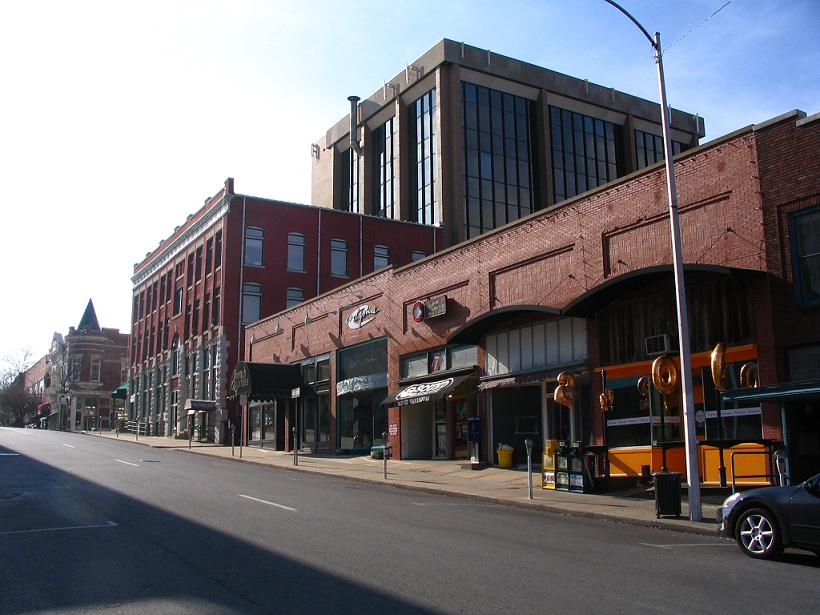
فیتویل

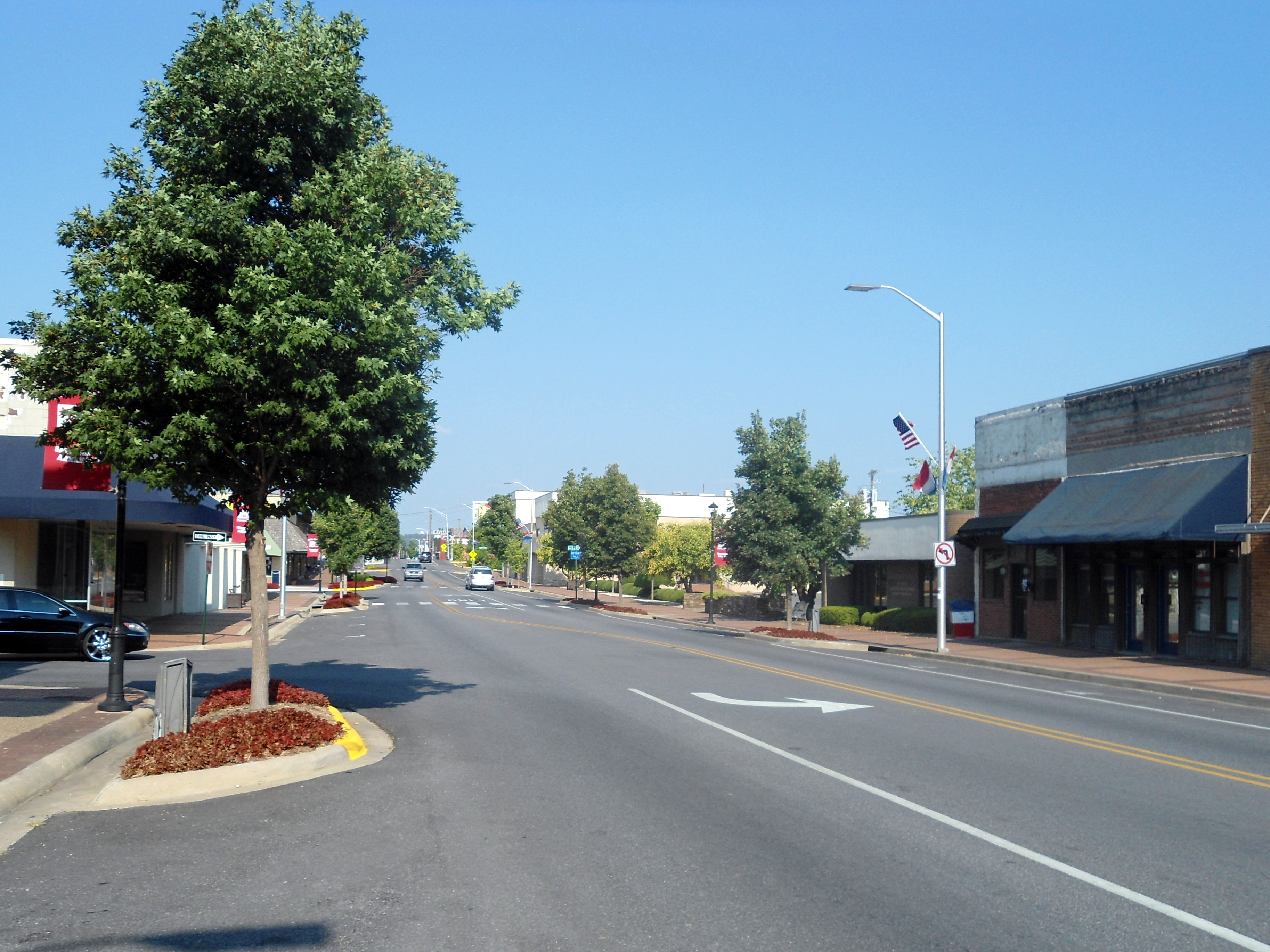
اسپرینگدیل

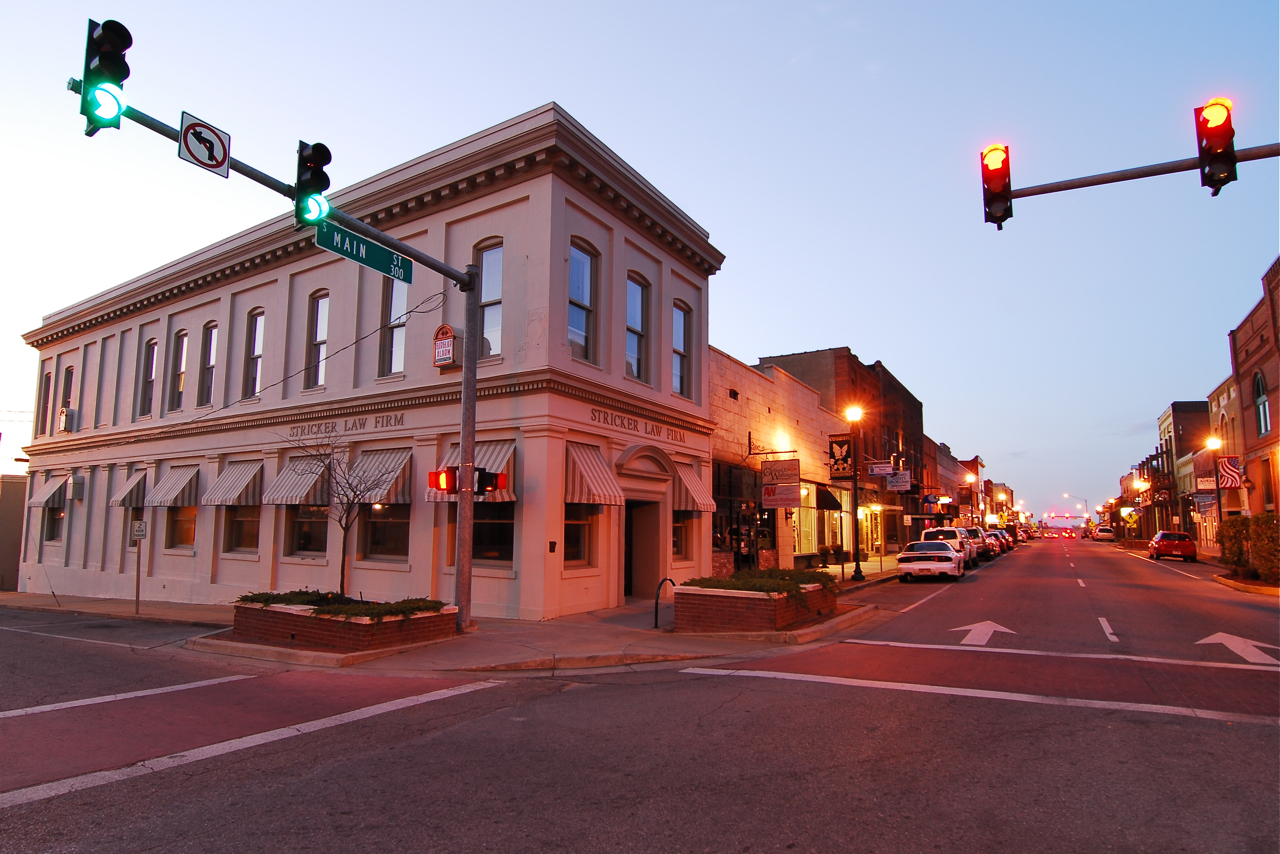
جونزبورو

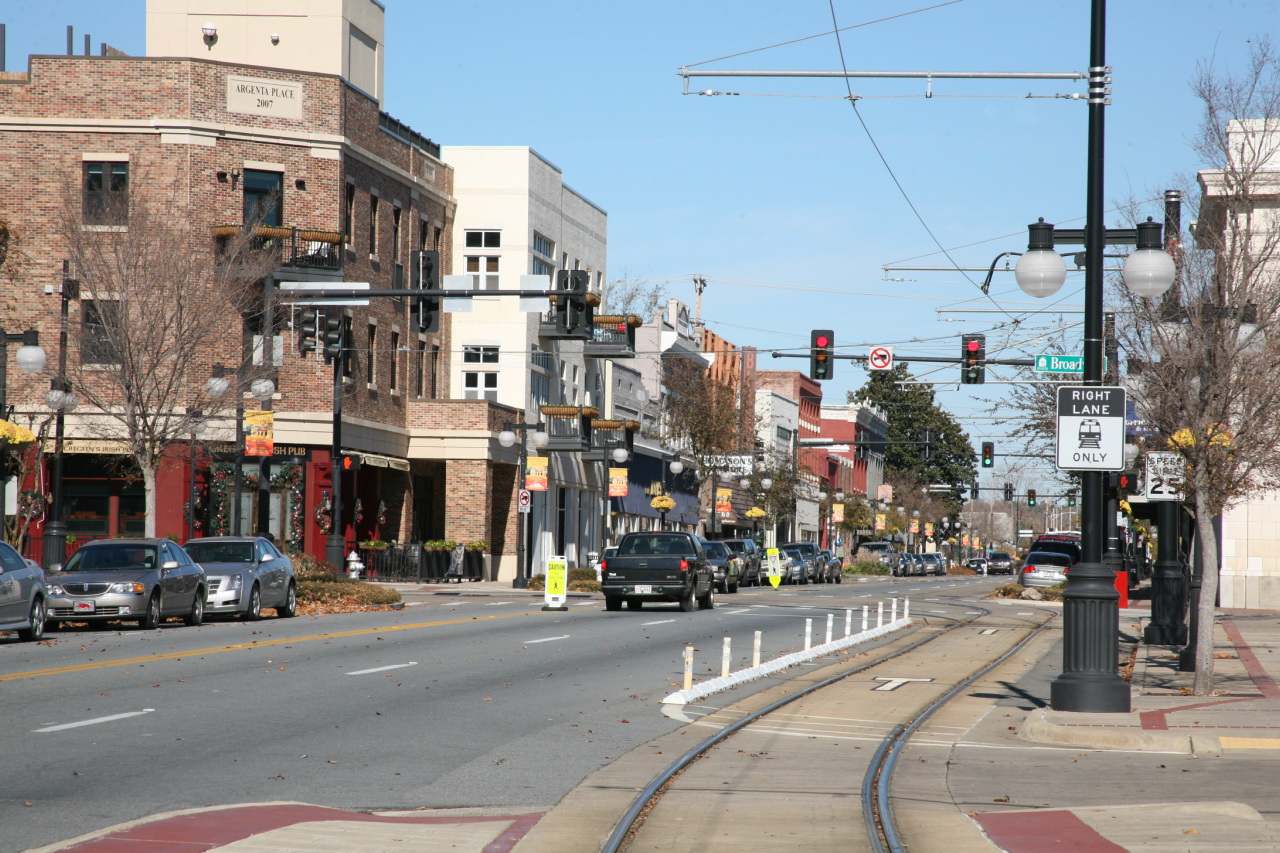
نورث لیتل راک

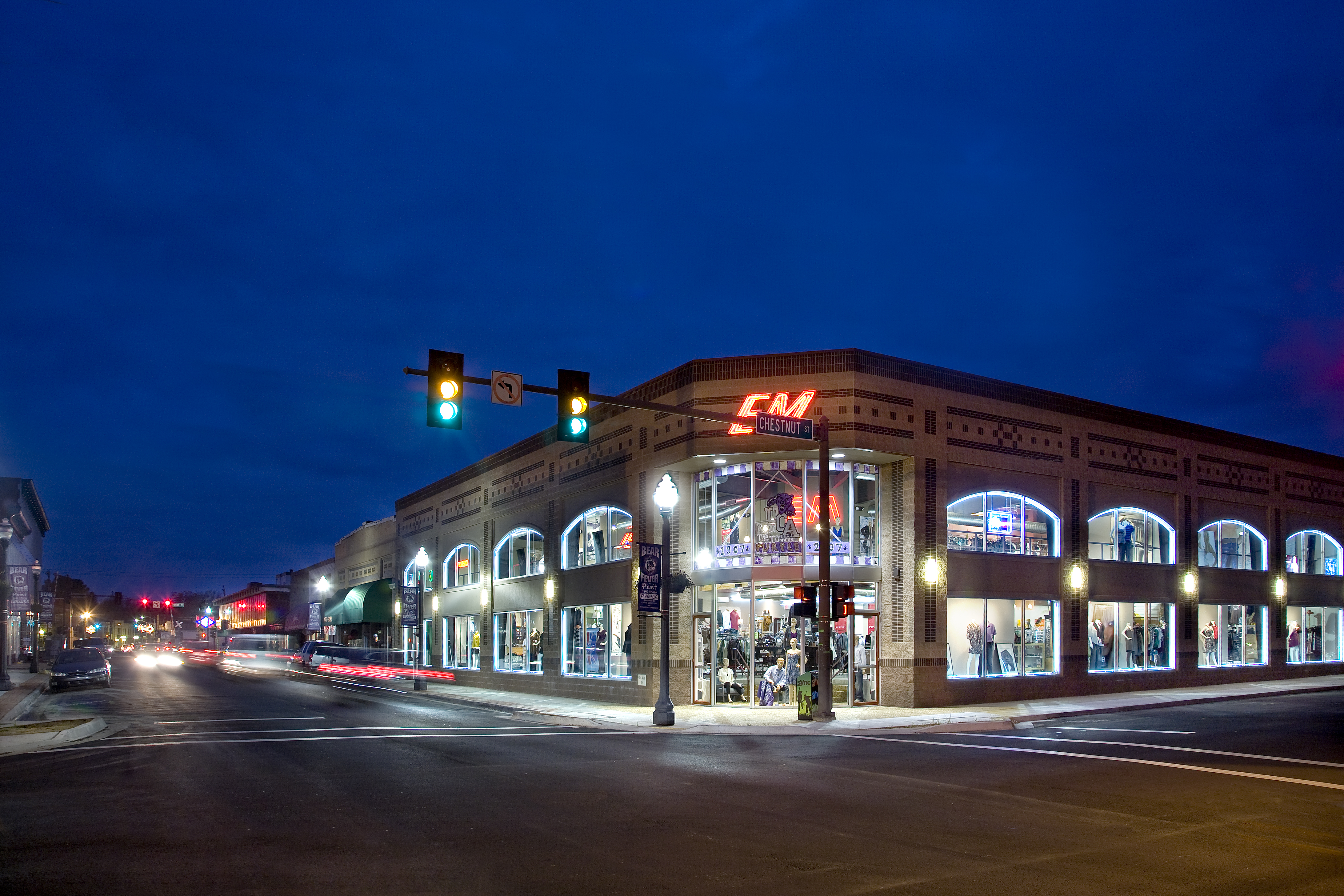
کان‌وی

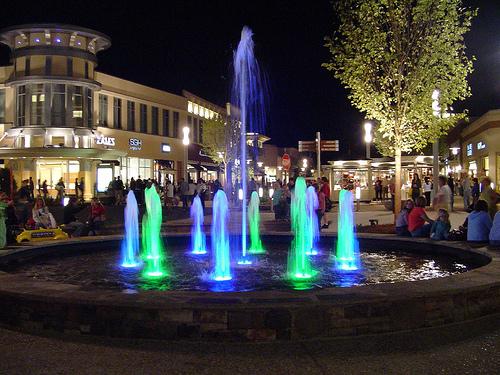
راجرز

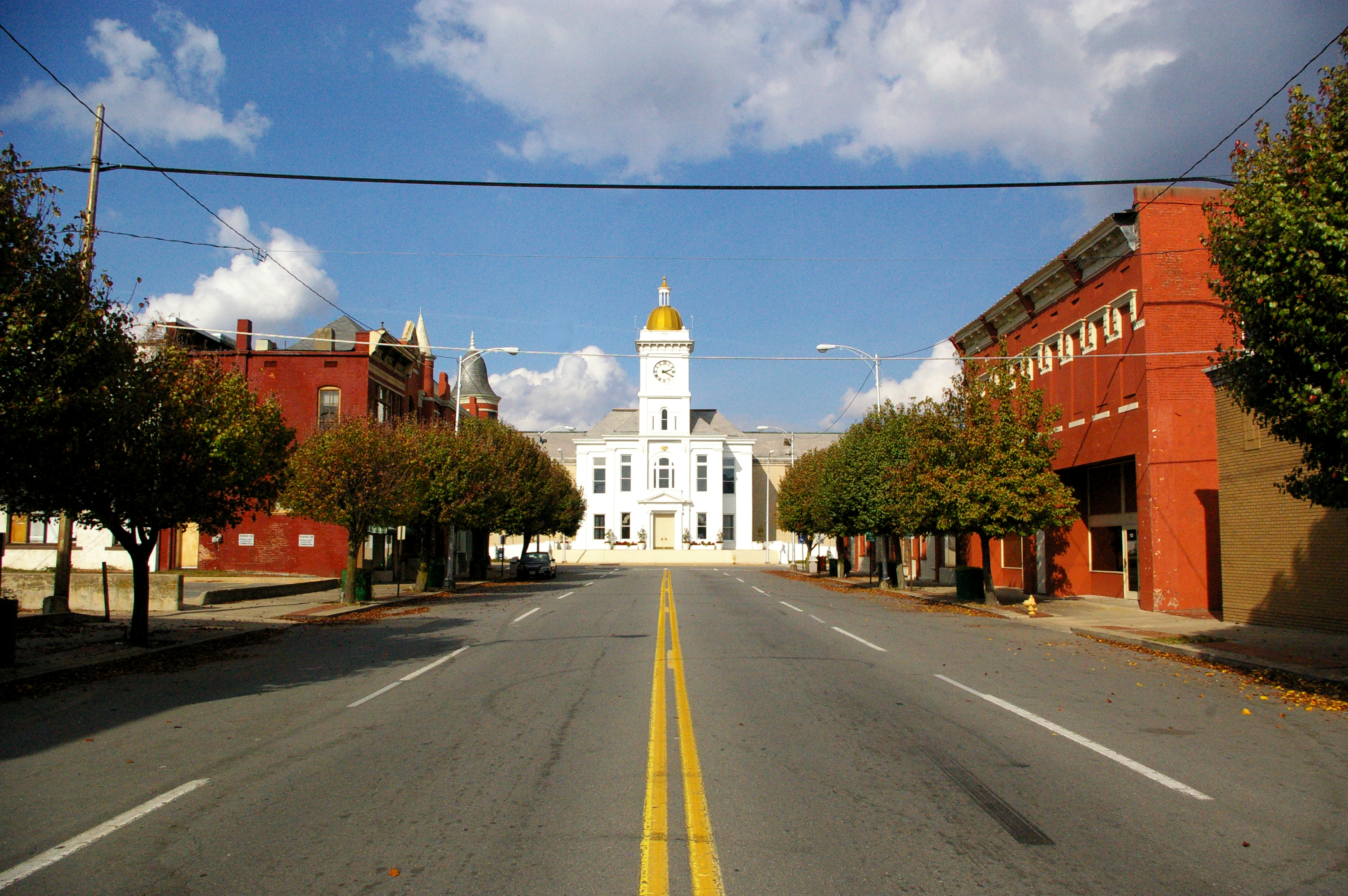
پاین بلاف

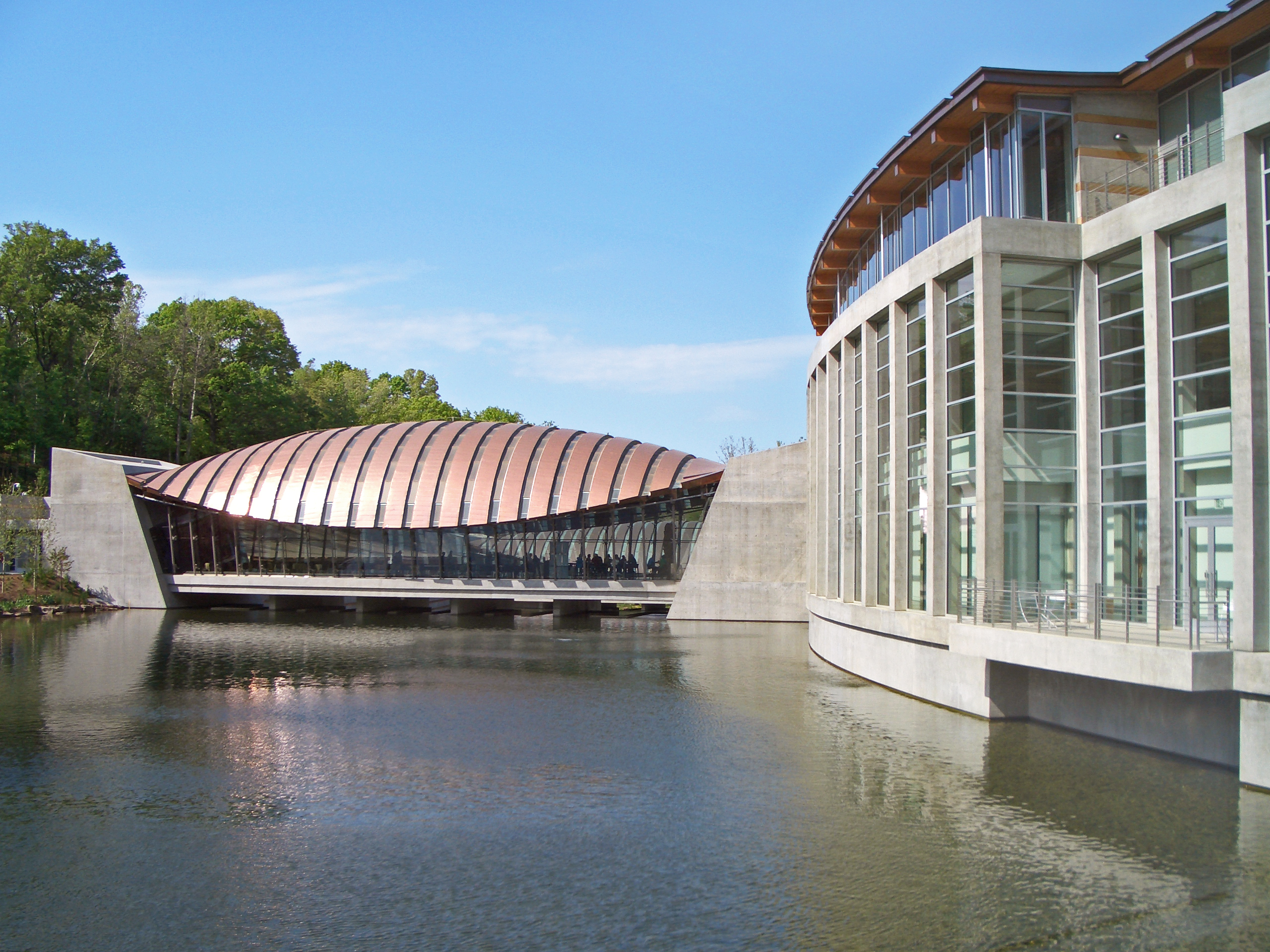
موزه‌ای در شهر بنتونویل

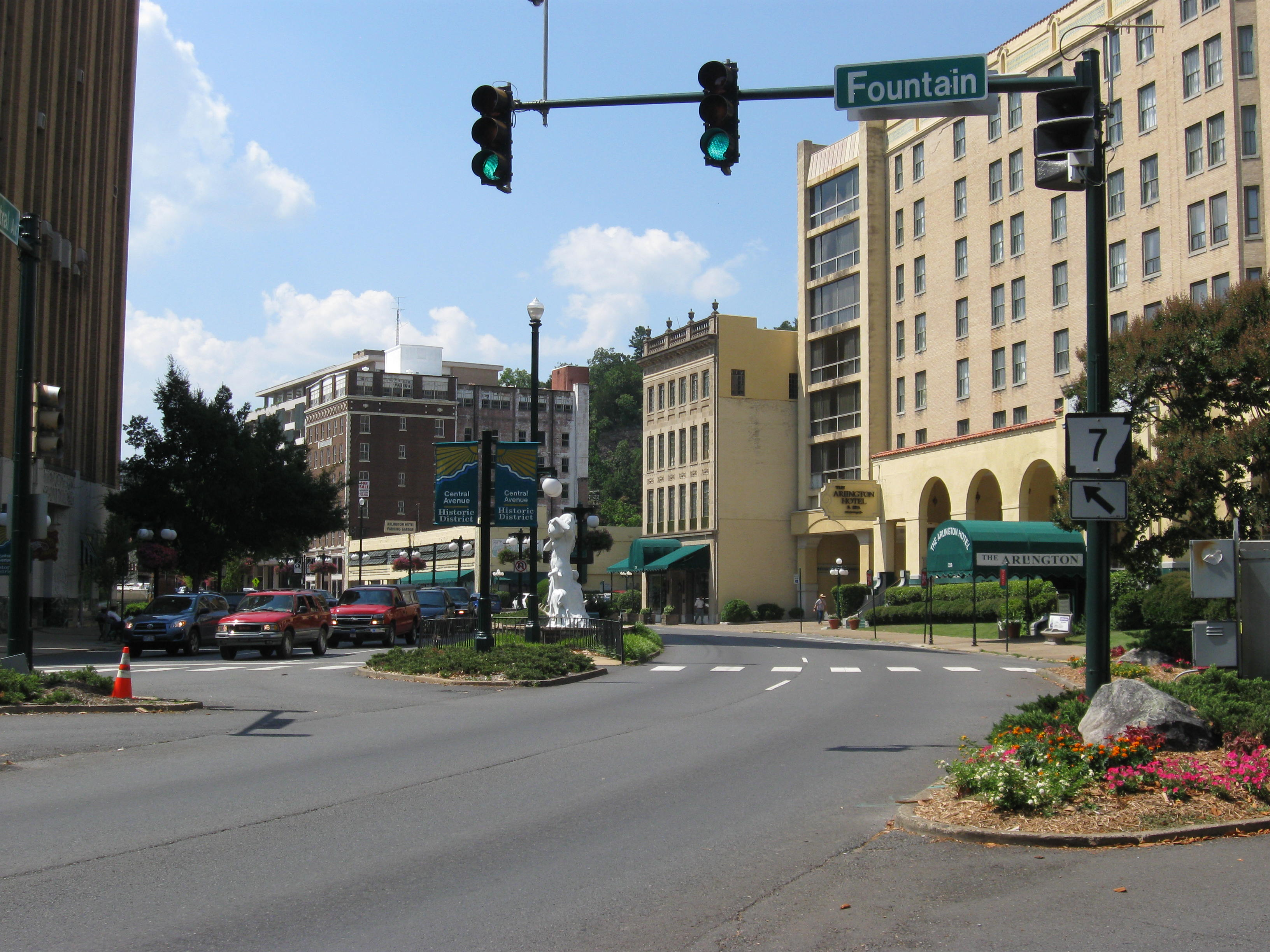
هات اسپرینگز

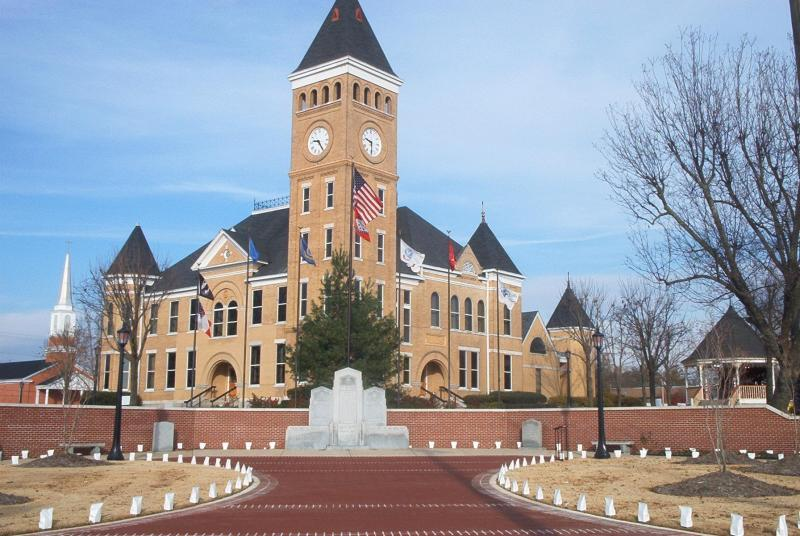
ساختمان دادگستری شهرستان سالین، بنتون

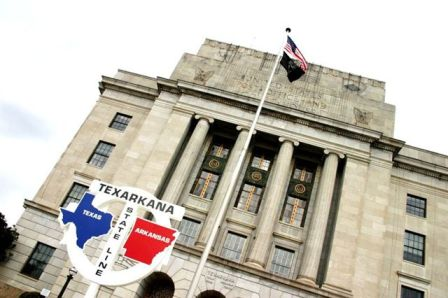
ساختمان ادارهٔ پست شهر تکساکرنا

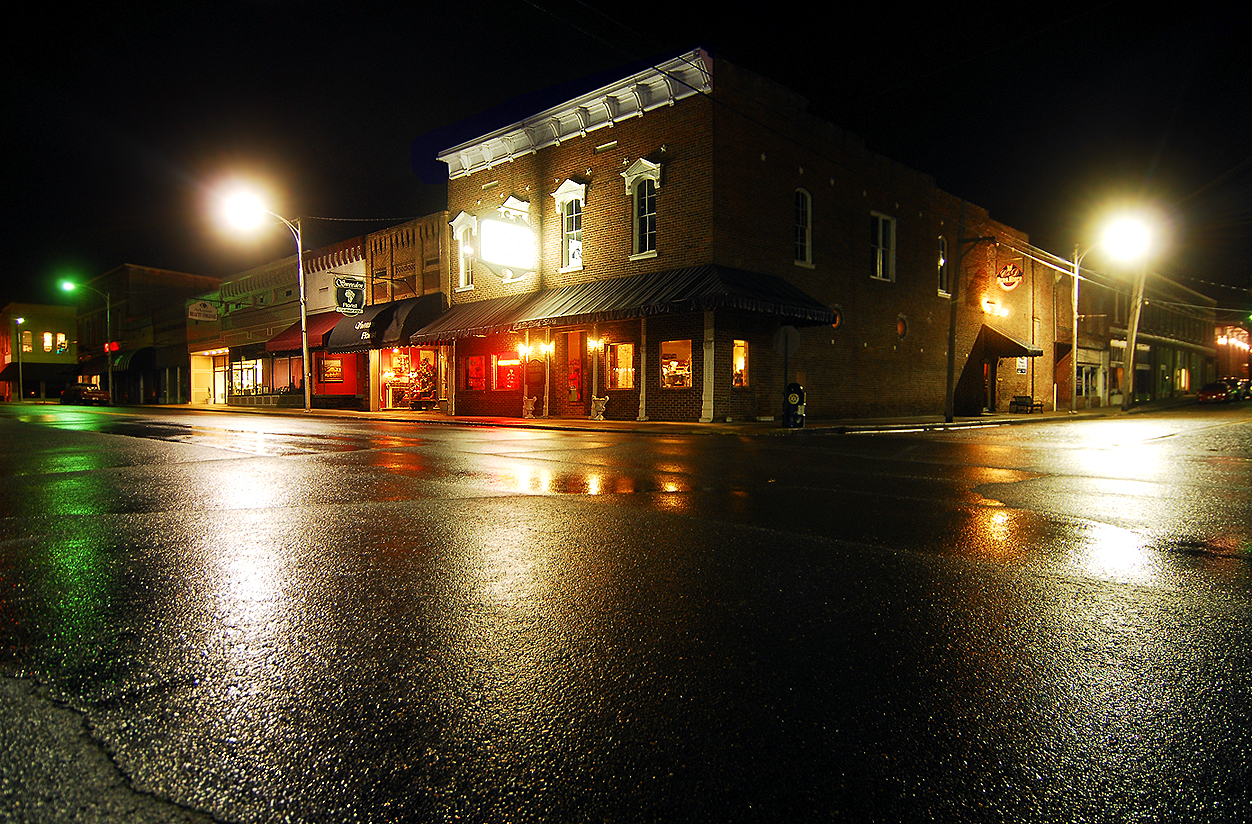
راسلویل

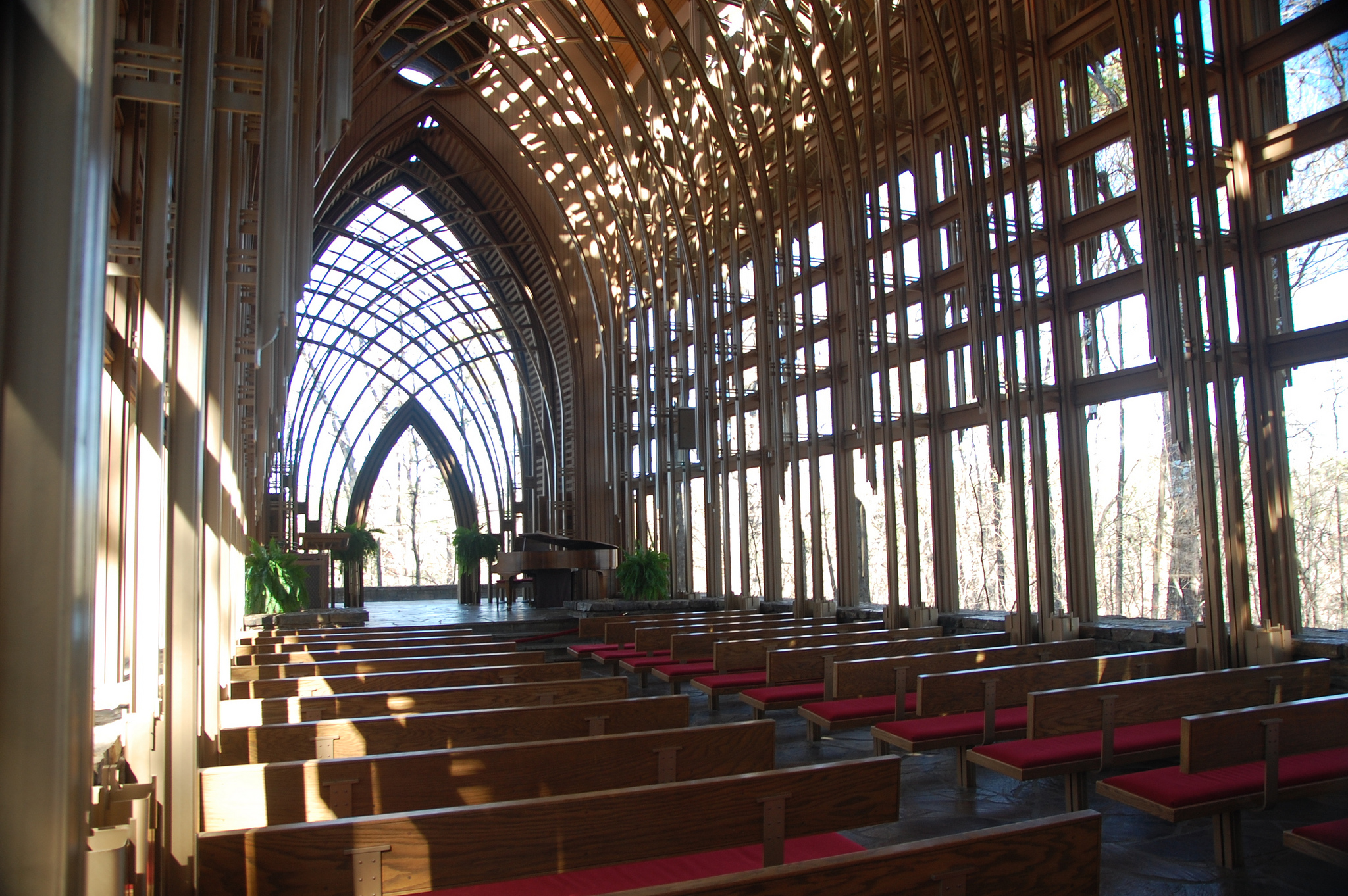
کلیسای میلدرد کوپر در شهر بلا ویستا

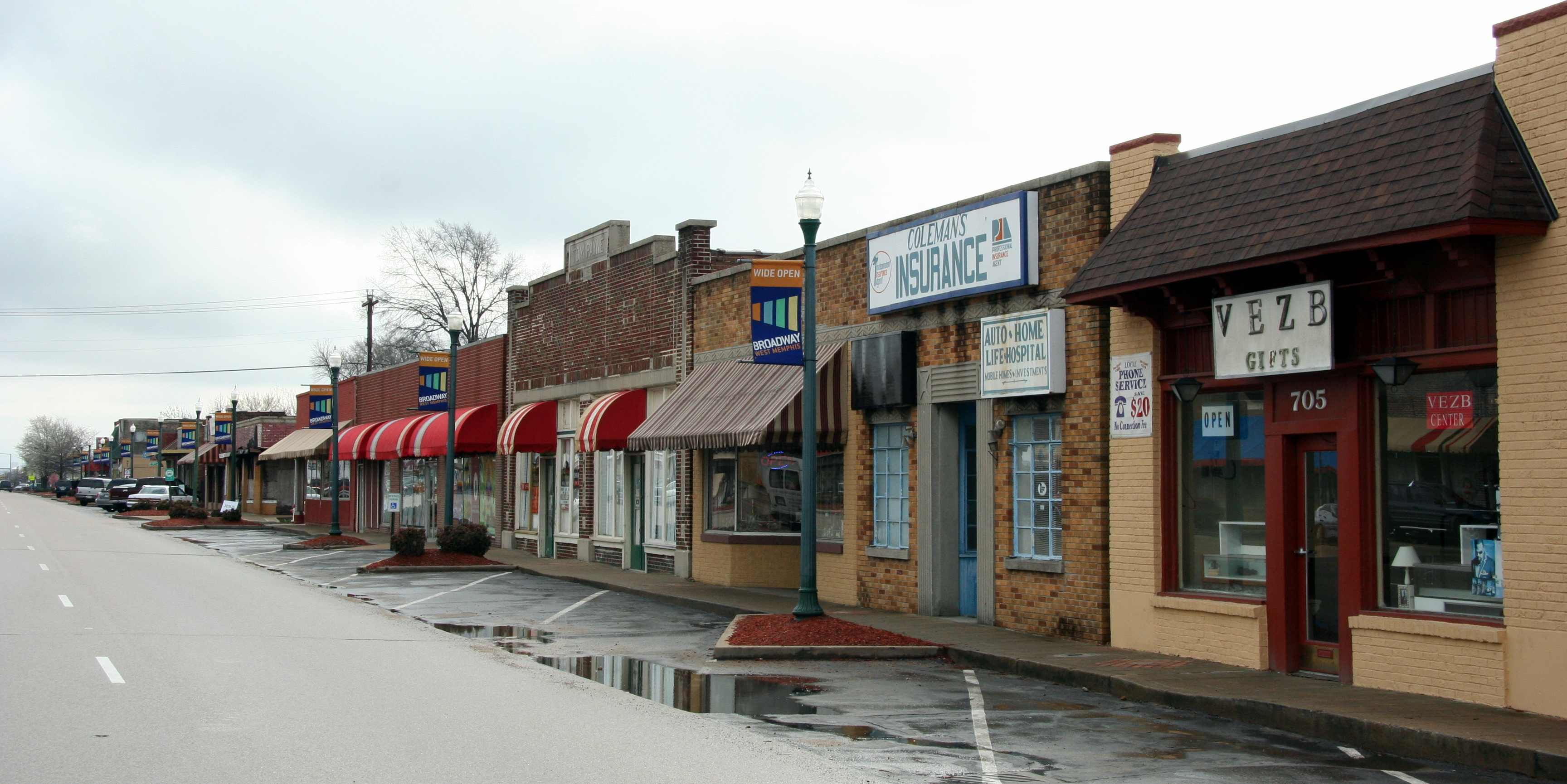
وست ممفیس

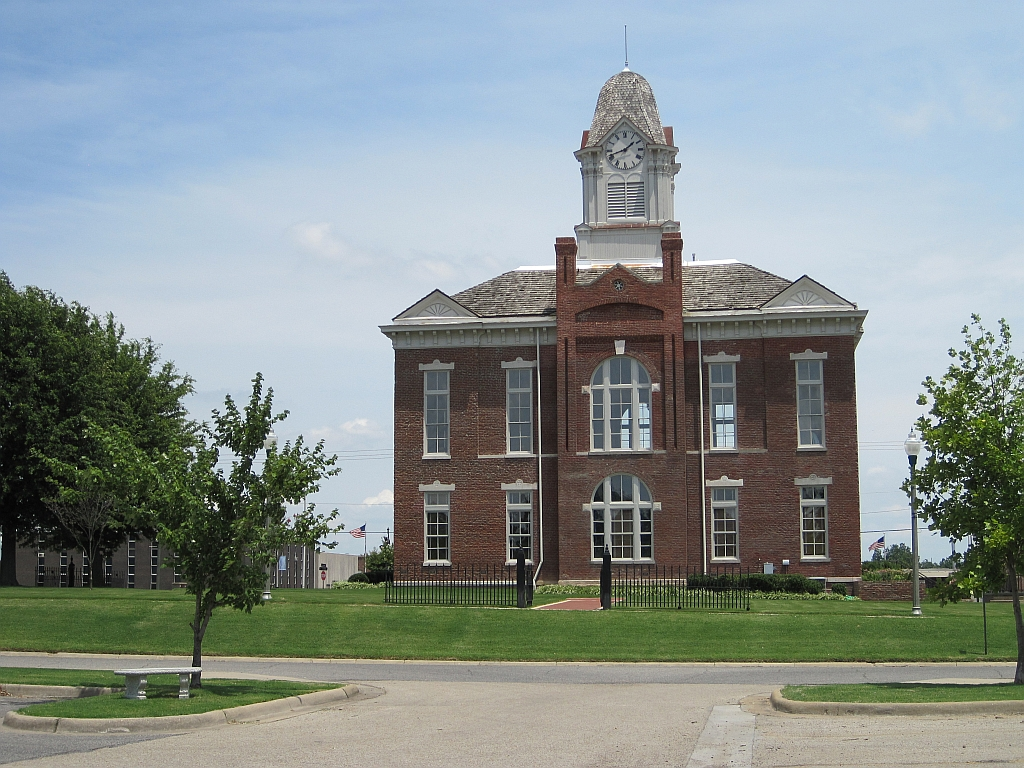
ساختمان دادگساری شهرستان گرین در شهر پاراگولد

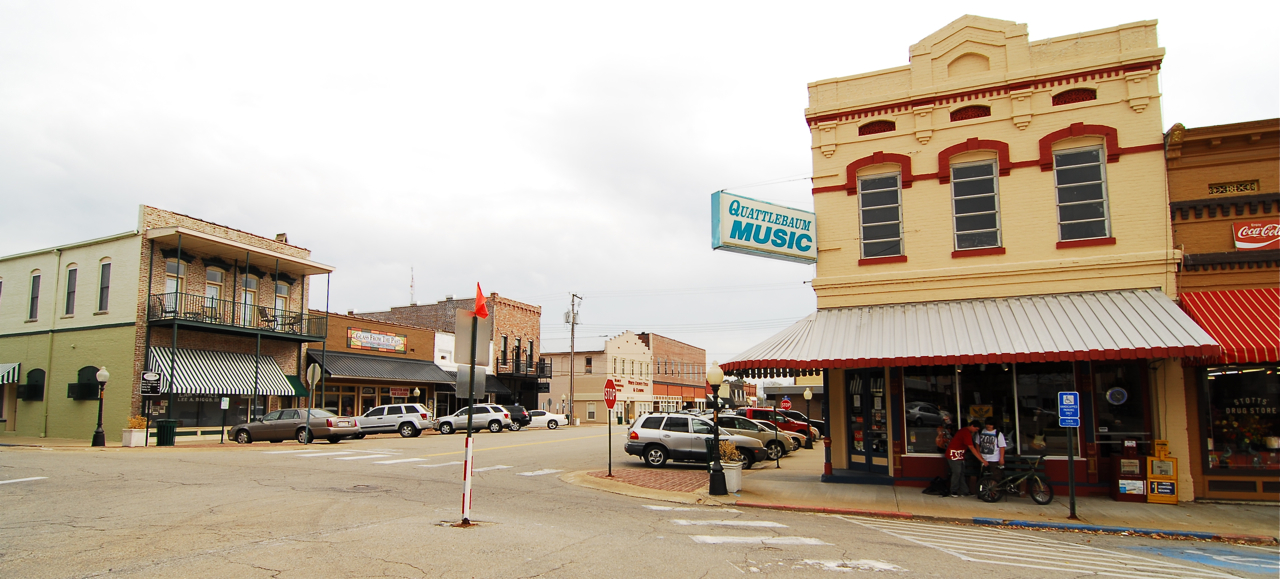
سییرسی، آرکانزاس

## فهرست شهرهای آرکانزاس
| dagger | مرکز شهرستان |

| نام                                  | نوع سکونتگاه | شهرستان      | جمعیت (۲۰۱۰) | مساحت                                | تأسیس | تاریخ شهر شدن |
| ------------------------------------ | ------------ | ------------ | ------------ | ------------------------------------ | ----- | ------------- |
| لیتل راک                             | شهر          | پلاسکی       | ۱۹۳٬۵۲۴      | ۳۰۱ کیلومتر مربع                     | ۱۸۲۱  | ۱۸۳۱          |
| فورت اسمیث                           | شهر          | سباستین      | ۸۶٬۲۰۹       | ۱۶۰ کیلومتر مربع                     | ۱۸۱۷  | ۱۸۴۲          |
| فیتویل                               | شهر          | واشینگتن     | ۷۳٬۵۸۰       | ۱۳۹ کیلومتر مربع                     | ۱۸۳۶  | ۱۸۶۷          |
| اسپرینگدیل                           | شهر          | واشینگتن     | ۶۹٬۷۹۷       | ۸۱ کیلومتر مربع                      | ۱۸۳۸  | ۱۸۷۸          |
| جونزبورو                             | شهر          | کریگهید      | ۶۷٬۲۶۳       | ۲۰۶ کیلومتر بربع                     |       | ۱۸۵۹          |
| نورث لیتل راک                        | شهر          | پلاسکی       | ۶۲٬۳۰۴       | ۱۱۶ کیلومتر مربع                     | ۱۸۶۶  | ۱۹۰۳          |
| کان‌وی                                | شهر          | فاکنر        | ۵۸٬۹۰۹       | ۵۹٫۹۹ مایل مربع (۱۵۵٫۴ کیلومتر مربع) | ۱۸۷۲  | ۱۸۷۵          |
| راجرز                                | شهر          | بنتون        | ۵۵٬۹۶۴       | ۳۳٫۵۳ مایل مربع (۸۶٫۸ کیلومتر مربع)  |       | ۱۸۸۱          |
| پاین بلاف                            | شهر          | جفرسون       | ۵۰٬۶۶۷       | ۴۵٫۶ مایل مربع (۱۱۸ کیلومتر مربع)    | ۱۸۳۲  | ۱۸۳۹          |
| بنتونویل                             | شهر          | بنتون        | ۳۵٬۱۰۱       | ۲۱٫۲ مایل مربع (۵۵ کیلومتر مربع)     |       | ۱۸۷۳          |
| هات اسپرینگز                         | شهر          | گارلند       | ۳۵٬۱۹۳       | ۳۲٫۹ مایل مربع (۸۵ کیلومتر مربع)     | ۱۸۰۷  | ۱۸۵۱          |
| بنتون                                | شهر          | سالین        | ۳۰٬۶۸۱       | ۱۷٫۹ مایل مربع (۴۶ کیلومتر مربع)     | ۱۸۳۳  | ۱۸۳۶          |
| تکسارکانا                            | شهر          | میلر         | ۲۹٬۹۱۹       | ۳۱٫۸ مایل مربع (۸۲ کیلومتر مربع)     | ۱۸۷۳  | ۱۸۸۰          |
| شروود                                | شهر          | پلاسکی       | ۲۹٬۵۲۳       | ۲۰٫۶ مایل مربع (۵۳ کیلومتر مربع)     |       | ۱۹۴۸          |
| جکسنویل                              | شهر          | پلاسکی       | ۲۸٬۳۶۴       | ۲۱٫۲ مایل مربع (۵۵ کیلومتر مربع)     | ۱۸۷۰  | ۱۹۴۱          |
| راشویل                               | شهر          | پوپ          | ۲۷٬۹۲۰       | ۲۸٫۲ مایل مربع (۷۳ کیلومتر مربع)     | ۱۸۳۴  | ۱۸۷۰          |
| بلاویستا                             | شهرک         | بنتون        | ۲۶٬۴۶۱       | ۴۴٫۲۶ مایل مربع (۱۱۴٫۶ کیلومتر مربع) | ۱۹۶۵  | ۲۰۰۶          |
| ممفیس غربی                           | شهر          | کریتندن      | ۲۶٬۲۴۵       | ۳۰٫۰۰ مایل مربع (۷۷٫۷ کیلومتر مربع)  |       | ۱۹۲۷          |
| پاراگولد                             | شهر          | گرین         | ۲۶٬۱۱۳       | ۳۰٫۸ مایل مربع (۸۰ کیلومتر مربع)     | ۱۸۸۳  | ۱۸۸۳          |
| کابوت                                | شهر          | لونکه        | ۲۳٬۷۷۶       | ۱۹٫۱ مایل مربع (۴۹ کیلومتر مربع)     | ۱۸۷۳  | ۱۸۹۱          |
| سرسی                                 | شهر          | وایت         | ۲۲٬۸۵۸       | ۱۴٫۷ مایل مربع (۳۸ کیلومتر مربع)     | ۱۸۳۸  | ۱۸۵۱          |
| ون بارن                              | شهر          | کرافورد      | ۲۲٬۷۹۱       | ۱۵٫۱ مایل مربع (۳۹ کیلومتر مربع)     | ۱۸۳۱  | ۱۸۴۲          |
| الدورادو                             | شهر          | Union        | ۱۸٬۸۸۴       | ۱۶٫۳ مایل مربع (۴۲ کیلومتر مربع)     | ۱۸۳۱  | ۱۸۴۲          |
| بلایت ویلی                           | شهر          | Mississippi  | ۱۵٬۶۲۰       | ۲۰٫۶ مایل مربع (۵۳ کیلومتر مربع)     | ۱۸۷۹  | ۱۸۸۹          |
| هریسون                               | شهر          | Boone        | ۱۲٬۹۴۳       | ۱۶٫۵ مایل مربع (۴۳ کیلومتر مربع)     | ۱۸۶۹  |               |
| موریتون هوم                          | شهر          | بکستر        | ۱۲٬۴۴۸       | ۱۰٫۶ مایل مربع (۲۷ کیلومتر مربع)     | ۱۸۸۸  |               |
| هلنا وست هلنا                        | شهر          | فیلیپس       | ۱۲٬۲۸۲       | ۱۳٫۳ مایل مربع (۳۴ کیلومتر مربع)     | ۱۸۳۳  | ۲۰۰۶          |
| کامدن                                | شهر          | Ouachita     | ۱۲٬۱۸۳       | ۱۶٫۵ مایل مربع (۴۳ کیلومتر مربع)     | ۱۸۲۴  | ۱۸۸۴          |
| مونگولیا                             | شهر          | کلمبیا       | ۱۱٬۵۷۷       | ۱۲٫۹۴ مایل مربع (۳۳٫۵ کیلومتر مربع)  | ۱۸۵۳  | ۱۸۵۸          |
| آرکادلپیا                            | شهر          | Clark        | ۱۰٬۷۱۴       | ۷٫۲۶ مایل مربع (۱۸٫۸ کیلومتر مربع)   | ۱۸۵۷  |               |
| بتسویلی                              | شهر          | Independence | ۱۰٬۲۴۸       | ۱۰٫۹۸ مایل مربع (۲۸٫۴ کیلومتر مربع)  | ۱۸۲۱  | ۱۸۲۲          |
| هوپ                                  | شهر          | Hempstead    | ۱۰٬۰۹۵       | ۱۰٫۰۸ مایل مربع (۲۶٫۱ کیلومتر مربع)  | ۱۸۷۵  |               |
| سنترتون                              | شهر          | بنتون        | ۹٬۵۱۵        | ۱۱٫۷۶ مایل مربع (۳۰٫۵ کیلومتر مربع)  | ۱۹۰۰  | ۱۹۱۴          |
| مونته سلو                            | شهر          | Drew         | ۹٬۴۶۷        | ۱۰٫۷ مایل مربع (۲۸ کیلومتر مربع)     | ۱۸۴۶  | ۱۸۵۲          |
| اشتوتگارت                            | شهر          | آرکانزاس     | ۹٬۳۲۶        | ۷٫۲۲ مایل مربع (۱۸٫۷ کیلومتر مربع)   | ۱۸۸۰  | ۱۸۸۹          |
| کلارکسویل                            | شهر          | آرکانزاس     | ۹٬۱۷۸        | ۱۸٫۴۸ مایل مربع (۴۷٫۹ کیلومتر مربع)  | ۱۸۳۶  | ۱۸۴۸          |
| گرینوود                              | شهر          | سباستین      | ۸٬۹۵۲        | ۹٫۸۲ مایل مربع (۲۵٫۴ کیلومتر مربع)   | ۱۸۷۱  | ۱۸۸۴          |
| وین                                  | شهر          | Cross        | ۸٬۳۶۷        | ۸٫۸۶ مایل مربع (۲۲٫۹ کیلومتر مربع)   | ۱۸۸۵  | ۱۸۸۸          |
| نیوپورت                              | شهر          | Jackson      | ۷٬۸۷۹        | ۱۳٫۴۳ مایل مربع (۳۴٫۸ کیلومتر مربع)  | ۱۸۳۵  | ۱۸۷۵          |
| اوسکلوا                              | شهر          | Mississippi  | ۷٬۷۵۷        | ۹٫۷۹ مایل مربع (۲۵٫۴ کیلومتر مربع)   | ۱۸۳۷  | ۱۸۵۳          |
| لوول                                 | شهر          | بنتون        | ۷٬۳۲۷        | ۹٫۱۵ مایل مربع (۲۳٫۷ کیلومتر مربع)   | ۱۸۴۷  | ۱۹۰۵          |
| بی بی                                | شهر          | وایت         | ۷٬۳۱۵        | ۱۰٫۱۱ مایل مربع (۲۶٫۲ کیلومتر مربع)  | ۱۸۷۲  | ۱۸۷۵          |
| ترومن                                | شهر          | Poinsett     | ۷٬۲۴۳        | ۵٫۰۲ مایل مربع (۱۳٫۰ کیلومتر مربع)   | ۱۸۹۶  | ۱۹۱۷          |
| هبراسپرینگز                          | شهر          | Cleburne     | ۷٬۱۶۵        | ۸٫۳۹ مایل مربع (۲۱٫۷ کیلومتر مربع)   | ۱۸۸۲  | ۱۸۸۲          |
| موریلتون                             | شهر          | Conway       | ۶٬۷۶۷        | ۸٫۷۵ مایل مربع (۲۲٫۷ کیلومتر مربع)   | ۱۸۲۵  | ۱۸۷۹          |
| پوکوهانتس                            | شهر          | Randolph     | ۶٬۶۰۸        | ۷٫۳۶ مایل مربع (۱۹٫۱ کیلومتر مربع)   | ۱۸۳۷  | ۱۸۵۷          |
| دی کویین                             | شهر          | Sevier       | ۶٬۵۹۴        | ۵٫۹۵ مایل مربع (۱۵٫۴ کیلومتر مربع)   | ۱۸۹۷  | ۱۸۹۷          |
| وارن                                 | شهر          | Bradley      | ۶٬۰۰۳        | ۷٫۲۱ مایل مربع (۱۸٫۷ کیلومتر مربع)   | ۱۸۴۰  | ۱۸۵۰          |
| فارمینگتون                           | شهر          | Washington   | ۵٬۹۷۴        | ۹٫۸۳ مایل مربع (۲۵٫۵ کیلومتر مربع)   | ۱۸۶۸  | ۱۹۴۶          |
| منا                                  | شهر          | Polk         | ۵٬۷۳۷        | [ ابزار تبدیل: invalid number ]      | ۱۸۹۶  | ۱۸۹۶          |
| وایت هال                             | شهر          | جفرسون       | ۵٬۵۲۶        | ۶٫۹۸ مایل مربع (۱۸٫۱ کیلومتر مربع)   |       | ۱۹۶۴          |
| کراست                                | شهر          | Ashley       | ۵٬۵۰۷        | ۵٫۹۷ مایل مربع (۱۵٫۵ کیلومتر مربع)   | ۱۸۹۰  | ۱۹۰۳          |
| آلما                                 | شهر          | کرافورد      | ۵٬۴۱۹        | ۵٫۴ مایل مربع (۱۴ کیلومتر مربع)      | ۱۸۷۲  | ۱۸۷۴          |
| بریویلی                              | شهر          | Carroll      | ۵٬۳۵۶        | ۶٫۱۰ مایل مربع (۱۵٫۸ کیلومتر مربع)   | ۱۸۵۲  | ۱۸۷۶          |
| والنوت ریدج                          | شهر          | Lawrence     | ۴٬۸۹۰        | ۱۱٫۶ مایل مربع (۳۰ کیلومتر مربع)     | ۱۸۷۵  | ۱۸۸۰          |
| پیاریدج                              | شهر          | بنتون        | ۴٬۷۹۴        | ۴٫۱ مایل مربع (۱۱ کیلومتر مربع)      | ۱۸۵۰  | ۱۹۳۵          |
| دردانل                               | شهر          | Yell         | ۴٬۷۴۵        | ۳٫۱ مایل مربع (۸٫۰ کیلومتر مربع)     | ۱۸۴۷  | ۱۸۵۵          |
| اش داون                              | شهر          | Little River | ۴٬۷۲۳        | ۷٫۱ مایل مربع (۱۸ کیلومتر مربع)      |       | ۱۸۹۲          |
| دوماس                                | شهر          | Desha        | ۴٬۷۰۶        | ۳ مایل مربع (۷٫۸ کیلومتر مربع)       |       | ۱۹۰۴          |
| گرین برایبر                          | شهر          | فاکنر        | ۴٬۷۰۶        | ۷٫۷۵ مایل مربع (۲۰٫۱ کیلومتر مربع)   | ۱۸۵۷  | ۱۸۸۰          |
| دهکهده چروکی                         | شهر          | Sharp        | ۴٬۶۷۱        | ۱۹٫۹ مایل مربع (۵۲ کیلومتر مربع)     | ۱۹۵۵  | ۱۹۹۸          |
| بارلینگ                              | شهر          | سباستین      | ۴٬۶۴۹        | ۲۱٫۹ مایل مربع (۵۷ کیلومتر مربع)     | ۱۸۹۰  | ۱۹۵۶          |
| نشویل                                | شهر          | Howard       | ۴٬۶۲۷        | ۴٫۶ مایل مربع (۱۲ کیلومتر مربع)      | ۱۸۴۸  | ۱۸۸۳          |
| شریدان                               | شهر          | Grant        | ۴٬۶۰۳        | ۴ مایل مربع (۱۰ کیلومتر مربع)        |       | ۱۸۸۷          |
| پرایری گرو                           | شهر          | Washington   | ۴٬۳۸۰        | ۲٫۱ مایل مربع (۵٫۴ کیلومتر مربع)     | ۱۸۴۰  | ۱۸۸۸          |
| فوردایس                              | شهر          | Dallas       | ۴٬۳۰۰        | ۶٫۶ مایل مربع (۱۷ کیلومتر مربع)      |       | ۱۸۸۴          |
| لونکه                                | شهر          | لونکه        | ۴٬۲۴۵        | ۴٫۳ مایل مربع (۱۱ کیلومتر مربع)      | ۱۸۶۹  | ۱۸۷۲          |
| مک گی                                | شهر          | Desha        | ۴٬۲۱۹        | ۶٫۴ مایل مربع (۱۷ کیلومتر مربع)      | ۱۸۷۹  | ۱۹۰۶          |
| ماریانا                              | شهر          | Lee          | ۴٬۱۱۵        | ۳٫۶ مایل مربع (۹٫۳ کیلومتر مربع)     | ۱۸۴۸  | ۱۸۷۸          |
| وارد                                 | شهر          | لونکه        | ۴٬۰۶۷        | ۳٫۹ مایل مربع (۱۰ کیلومتر مربع)      | ۱۸۸۲  | ۱۹۲۳          |
| بونویل                               | شهر          | Logan        | ۳٬۹۹۰        | ۴٫۱ مایل مربع (۱۱ کیلومتر مربع)      | ۱۸۲۸  | ۱۸۷۸          |
| هسکل                                 | شهر          | سالین        | ۳٬۹۹۰        | ۴٫۶ مایل مربع (۱۲ کیلومتر مربع)      |       |               |
| پیگات                                | شهر          | Clay         | ۳٬۸۴۹        | ۵٫۲ مایل مربع (۱۳ کیلومتر مربع)      | ۱۸۸۲  | ۱۸۹۱          |
| [[Vilonia, آرکانزاس\|Vilonia]]       | شهر          | فاکنر        | ۳٬۸۱۵        | ۶٫۴ مایل مربع (۱۷ کیلومتر مربع)      |       | ۱۹۳۸          |
| آزرک                                 | شهر          | Franklin     | ۳٬۶۸۴        | ۷٫۲ مایل مربع (۱۹ کیلومتر مربع)      | ۱۸۳۷  | ۱۸۵۰          |
| والدرون                              | شهر          | Scott        | ۳٬۶۱۸        | ۵ مایل مربع (۱۳ کیلومتر مربع)        | ۱۸۳۸  | ۱۸۵۲          |
| گسنل                                 | شهر          | Mississippi  | ۳٬۵۴۸        | ۱٫۷ مایل مربع (۴٫۴ کیلومتر مربع)     | ۱۹۰۲  | ۱۹۶۸          |
| پاریس                                | شهر          | Logan        | ۳٬۵۳۲        | ۴٫۵ مایل مربع (۱۲ کیلومتر مربع)      | ۱۸۷۴  | ۱۸۷۹          |
| کورنینگ                              | شهر          | Clay         | ۳٬۳۷۷        | ۳٫۲ مایل مربع (۸٫۳ کیلومتر مربع)     | ۱۸۷۳  | ۱۸۷۷          |
| جانسون                               | شهر          | Washington   | ۳٬۳۵۴        | ۳٫۱ مایل مربع (۸٫۰ کیلومتر مربع)     | ۱۸۸۶  | ۱۹۶۱          |
| مانیلا                               | شهر          | Mississippi  | ۳٬۳۴۲        | ۳٫۲ مایل مربع (۸٫۳ کیلومتر مربع)     |       | ۱۹۰۱          |
| پرسکات                               | شهر          | Nevada       | ۳٬۲۹۶        | ۶٫۵ مایل مربع (۱۷ کیلومتر مربع)      | ۱۸۷۳  | ۱۸۷۴          |
| دویت                                 | شهر          | آرکانزاس     | ۳٬۲۹۲        | ۲٫۶ مایل مربع (۶٫۷ کیلومتر مربع)     | ۱۸۶۲  | ۱۸۷۶          |
| برنکلی                               | شهر          | Monroe       | ۳٬۱۸۸        | ۵٫۵ مایل مربع (۱۴ کیلومتر مربع)      | ۱۸۶۹  | ۱۸۷۲          |
| جنترای                               | شهر          | بنتون        | ۳٬۱۵۸        | ۲٫۴ مایل مربع (۶٫۲ کیلومتر مربع)     | ۱۸۹۴  | ۱۸۹۸          |
| شننون هیلز                           | شهر          | سالین        | ۳٬۱۴۳        | ۱٫۵ مایل مربع (۳٫۹ کیلومتر مربع)     |       |               |
| اتکینز                               | شهر          | پوپ          | ۳٬۰۱۶        | ۶٫۱ مایل مربع (۱۶ کیلومتر مربع)      | ۱۸۷۳  | ۱۸۷۶          |
| الکساندر                             | شهر          | سالین        | ۲٬۹۰۱        | ۰٫۴ مایل مربع (۱٫۰ کیلومتر مربع)     | ۱۸۷۸  | ۱۸۸۷          |
| بلدنوب                               | شهر          | وایت         | ۲٬۸۹۷        | ۴٫۵ مایل مربع (۱۲ کیلومتر مربع)      | ۱۸۷۲  | ۱۸۸۷          |
| هامبورگ                              | شهر          | Ashley       | ۲٬۸۵۷        | ۳٫۴ مایل مربع (۸٫۸ کیلومتر مربع)     | ۱۸۴۹  | ۱۸۵۴          |
| [[Pottsville, آرکانزاس\|Pottsville]] | شهر          | پوپ          | ۲٬۸۳۸        | ۷٫۵ مایل مربع (۱۹ کیلومتر مربع)      | ۱۸۲۴  | ۱۸۹۷          |
| انگلند                               | شهر          | لونکه        | ۲٬۸۲۵        | ۱٫۸۶ مایل مربع (۴٫۸ کیلومتر مربع)    | ۱۸۸۰  | ۱۸۹۷          |
| هوکسی                                | شهر          | Lawrence     | ۲٬۷۸۰        | ۴ مایل مربع (۱۰ کیلومتر مربع)        |       | ۱۸۸۸          |
| گرین فارست                           | شهر          | Carroll      | ۲٬۷۶۱        | ۲٫۳ مایل مربع (۶٫۰ کیلومتر مربع)     | ۱۸۵۵  | ۱۸۹۵          |
| مانتین ویو                           | شهر          | Stone        | ۲٬۷۴۸        | ۶٫۸ مایل مربع (۱۸ کیلومتر مربع)      | ۱۸۷۳  | ۱۸۹۰          |
| الکینز                               | شهر          | Washington   | ۲٬۶۴۸        | ۲٫۶ مایل مربع (۶٫۷ کیلومتر مربع)     | ۱۸۹۲  | ۱۹۶۴          |
| کلینتون                              | شهر          | Van Buren    | ۲٬۶۰۲        | ۱۱٫۴ مایل مربع (۳۰ کیلومتر مربع)     | ۱۸۳۳  | ۱۸۵۱          |
| لیتل فلاک                            | شهر          | بنتون        | ۲٬۵۸۵        | ۷٫۶ مایل مربع (۲۰ کیلومتر مربع)      |       | ۱۹۷۱          |
| لیک ویلیج                            | شهر          | Chicot       | ۲٬۵۷۵        | ۲٫۱ مایل مربع (۵٫۴ کیلومتر مربع)     | ۱۸۵۷  | ۱۸۹۸          |
| مارکد تری                            | شهر          | Poinsett     | ۲٬۵۶۶        | ۲٫۳ مایل مربع (۶٫۰ کیلومتر مربع)     | ۱۸۸۳  | ۱۸۹۷          |
| چارلزتون                             | City II      | Franklin     | ۲٬۴۹۴        | ۴٫۲ مایل مربع (۱۱ کیلومتر مربع)      | ۱۸۴۶  | ۱۸۷۴          |
| تانتی تاون                           | City II      | Washington   | ۲٬۴۶۰        | ۷٫۰ مایل مربع (۱۸ کیلومتر مربع)      | ۱۸۹۸  | ۱۹۰۹          |
| ایارل                                | City II      | کریتندن      | ۲٬۴۱۴        | ۳٫۳ مایل مربع (۸٫۵ کیلومتر مربع)     |       | ۱۹۰۵          |
| دنویل                                | City II      | Yell         | ۲٬۴۰۹        | ۴٫۲ مایل مربع (۱۱ کیلومتر مربع)      | ۱۸۴۱  | ۱۸۹۹          |
| بتل‌هایت                              | City II      | بنتون        | ۲٬۳۷۲        | ۶٫۵ مایل مربع (۱۷ کیلومتر مربع)      |       | ۱۹۶۷          |
| هنتسویل                              | City II      | Madison      | ۲٬۳۴۶        | ۳ مایل مربع (۷٫۸ کیلومتر مربع)       | ۱۸۳۷  | ۱۹۲۵          |
| فیرفیلد بی                           | City II      | Van Buren    | ۲٬۳۳۸        | ۱۵٫۲ مایل مربع (۳۹ کیلومتر مربع)     | ۱۹۶۵  | ۱۹۹۳          |
| گراوت                                | City II      | بنتون        | ۲٬۳۲۵        | ۲٫۳ مایل مربع (۶٫۰ کیلومتر مربع)     | ۱۸۹۳  | ۱۸۹۹          |
| وست فورک                             | City II      | Washington   | ۲٬۳۴۶        | ۳٫۳ مایل مربع (۸٫۵ کیلومتر مربع)     | ۱۸۴۸  | ۱۸۸۵          |
| درموت                                | City II      | Chicot       | ۲٬۳۱۶        | ۲٫۸ مایل مربع (۷٫۳ کیلومتر مربع)     | ۱۸۴۴  | ۱۸۹۰          |
| لاواکا                               | City II      | سباستین      | ۲٬۲۸۹        | ۲٫۱ مایل مربع (۵٫۴ کیلومتر مربع)     | ۱۸۷۰  | ۱۹۱۹          |
| هاریسبورگ                            | City II      | Poinsett     | ۲٬۲۸۸        | ۲٫۱ مایل مربع (۵٫۴ کیلومتر مربع)     | ۱۸۵۶  | ۱۸۸۳          |
| استارسیتی                            | City II      | Lincoln      | ۲٬۲۷۴        | ۴٫۲ مایل مربع (۱۱ کیلومتر مربع)      | ۱۸۷۱  | ۱۸۷۶          |
| ادورا                                | City II      | Chicot       | ۲٬۲۶۹        | ۳٫۱ مایل مربع (۸٫۰ کیلومتر مربع)     | ۱۸۵۶  | ۱۹۰۴          |
| لینکلن                               | City II      | Washington   | ۲٬۲۴۹        | ۱٫۸ مایل مربع (۴٫۷ کیلومتر مربع)     | ۱۸۸۴  | ۱۹۰۷          |
| می فلاور                             | City II      | فاکنر        | ۲٬۲۳۴        | ۲٫۹۸ مایل مربع (۷٫۷ کیلومتر مربع)    | ۱۸۷۱  | ۱۹۲۸          |
| گلنوود                               | City II      | Pike         | ۲٬۲۲۸        | ۲٫۸ مایل مربع (۷٫۳ کیلومتر مربع)     |       | ۱۹۰۹          |
| کارلیستله                            | City II      | لونکه        | ۲٬۲۱۴        | ۴٫۹ مایل مربع (۱۳ کیلومتر مربع)      | ۱۸۷۲  | ۱۸۷۸          |
| گوردون                               | City II      | Clark        | ۲٬۲۱۲        | ۲٫۵ مایل مربع (۶٫۵ کیلومتر مربع)     | ۱۸۷۵  | ۱۸۸۰          |
| آگوستا                               | City II      | Woodruff     | ۲٬۱۹۹        | ۲٫۰ مایل مربع (۵٫۲ کیلومتر مربع)     | ۱۸۴۸  | ۱۸۶۰          |
| هورسش بند                            | City II      | Izard        | ۲٬۱۸۴        | ۱۳٫۳ مایل مربع (۳۴ کیلومتر مربع)     |       | ۱۹۶۹          |
| بونو                                 | City II      | کریگهید      | ۲٬۱۳۱        | ۱٫۴ مایل مربع (۳٫۶ کیلومتر مربع)     | ۱۸۸۴  | ۱۹۱۶          |
| رایستویل                             | City II      | پلاسکی       | ۲٬۱۱۴        | ۲٫۱ مایل مربع (۵٫۴ کیلومتر مربع)     |       |               |
| [[Lake City, آرکانزاس\|Lake City]]   | City II      | کریگهید      | ۲٬۰۸۲        | ۲٫۲ مایل مربع (۵٫۷ کیلومتر مربع)     | ۱۸۷۸  | ۱۸۹۸          |
| گسویل                                | City II      | بکستر        | ۲٬۰۷۸        | ۳٫۴ مایل مربع (۸٫۸ کیلومتر مربع)     | ۱۸۶۸  | ۱۹۰۳          |
| ارکا اسپرینگز                        | City II      | Carroll      | ۲٬۰۷۳        | ۶٫۸ مایل مربع (۱۸ کیلومتر مربع)      | ۱۸۷۹  | ۱۸۸۰          |
| آستین                                | City II      | لونکه        | ۲٬۰۷۳        | ۳٫۰ مایل مربع (۷٫۸ کیلومتر مربع)     |       | ۱۸۹۵          |
| جودسینا                              | City II      | وایت         | ۲٬۰۱۹        | ۳ مایل مربع (۷٫۸ کیلومتر مربع)       | ۱۸۳۹  | ۱۸۷۲          |

## نکات
1. ↑  بخشی از آن در شهرستان بنتون قرار دارد
2. ↑  Partially located in پلاسکی County
3. ↑  Reincorporated in 1879
4. ↑  Partially located in Cleburne County
5. ↑  Partially located in Montgomery County